# Venere Rokeby
La Venere Rokeby (o Venere e Cupido, o Venere allo specchio) è un dipinto a olio su tela (122,5x175 cm) di Diego Velázquez, databile agli anni 1647-1651 e conservato nella National Gallery di Londra.

## Storia
La Venere Rokeby è uno degli ultimi dipinti realizzati dal maestro spagnolo, che pare avesse dipinto altri due nudi che sono andati perduti nel tempo. Si pensava che il committente dell'opera, sicuramente destinata a una fruizione privata, fosse stato Gaspar Méndez de Haro, marchese del Carpio e politico spagnolo che «amava i dipinti quasi quanto amava le donne»; degli studi condotti da Ángel Aterido nel 2001, tuttavia, hanno portato alla luce che il primo proprietario della tela è stato Domingo Guerra Coronel, e che Haro avrebbe messo le mani sull'opera solo nel 1652. Questa scoperta ha sollevato diverse domande: come e quando la Venere divenne proprietà di Coronel, e il motivo per cui il nome di Velázquez non sia citato nell'inventario di quest'ultimo. Il critico d'arte Javier Portús ha suggerito che quest'omissione possa essere avvenuta per la natura tendenzialmente erotica del dipinto, assai pericoloso in una Spagna che nel corso del Seicento era fortemente cattolica. Dopotutto gli unici nudi noti di tutta l'arte spagnola antica sono oggi la Venere, appunto, e La maja desnuda di Goya.

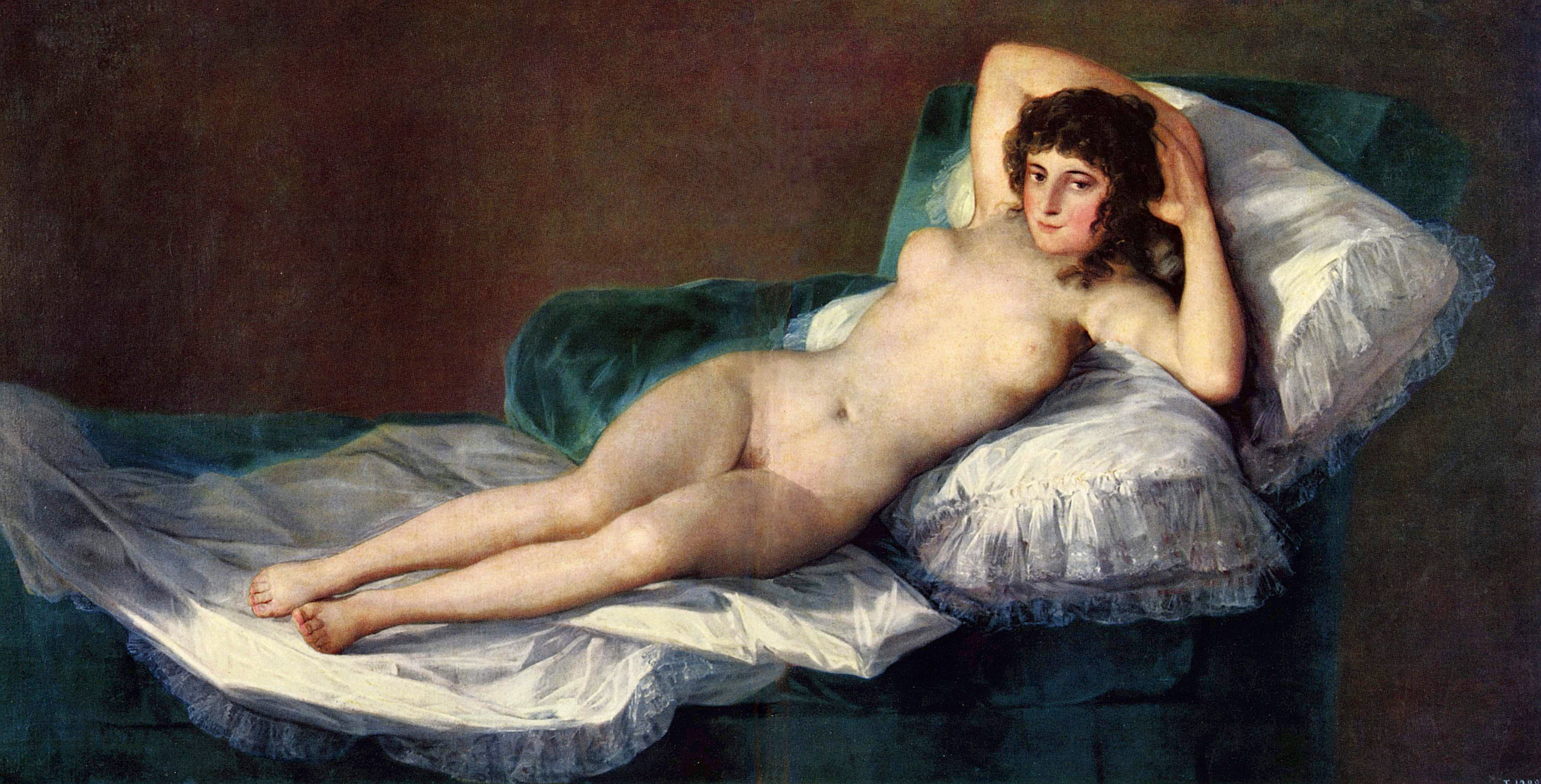
Francisco Goya, La maja desnuda (1795-1800)

La datazione del dipinto è altrettanto problematica. La tecnica pittorica ivi adottata non ci è di aiuto, anche se la forte enfasi messa sui colori suggerisce che l'opera sia stata realizzata nel pieno della sua maturità. Le elucubrazioni dei critici, in ogni caso, hanno datato la Venere tra il 1647 e il 1651, facendo sì che Velázquez l'abbia potuta completare o in Spagna o durante il suo ultimo soggiorno italiano. Pare che la modella fosse Flaminia Triva (1629 - post 1660), anch'essa pittrice, amante di Velázquez.
Da Haro il dipinto passò alla figlia Catalina de Haro y Guzmán e al genero Francisco Álvarez de Toledo. Nel 1802, Carlo IV ordinò alla famiglia di vendere la Venere, insieme ad altre opere, a Manuel Godoy, il nuovo favorito della corte di Spagna; nell'abitazione di Godoy il dipinto faceva pendant alla Maja vestida e alla Maja desnuda di Francisco Goya. 
Il dipinto fu rubato da Godoy Palace dai soldati francesi durante l'invasione della Spagna da parte di Napoleone e finì nelle mani di George Augustus Wallis, un pittore inglese che lavorava in Spagna come agente di William Buchanan, un importante mercante d'arte che fu portato in Inghilterra nel 1813. Nel 1813 la tela venne portata in Inghilterra, dove venne acquistata per cinquecento sterline (29,000 nel 2016, al netto dell'inflazione) da John Morritt, che la inserì nella propria collezione privata a Rokeby Park, nello Yorkshire, donde il celebre soprannome del dipinto.
Nel 1906 la Venere Rokeby venne acquistata dal National Art Collections Fund ed entrò a far parte delle collezioni della National Gallery di Londra, dove è tuttora esposta; l'acquisizione fu sostenuta con molto fervore da Edoardo VII, che si adoperò alla causa con un contributo anonimo di ottomila sterline (780,000 nel 2016).

### Il vandalismo del 1914

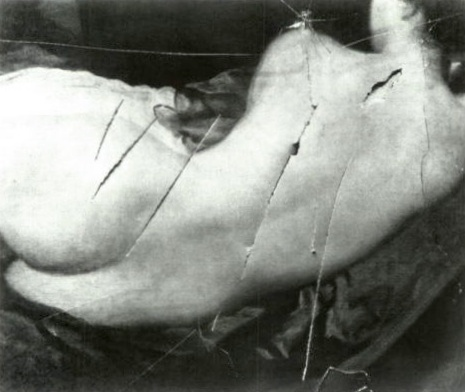
La tela dopo esser stata vandalizzata nel 1914 da Mary Richardson

Il 10 marzo 1914 la Venere Rokeby fu sfregiata dalla suffragetta Mary Richardson, che con un coltello da macellaio produsse numerosi squarci, poi furono riparati col restauro condotto da Helmut Ruhemann.
La suffragetta venne condannata a sei mesi di prigionia, ai sensi delle leggi allora vigenti circa il deturpamento delle opere d'arte. Richardson - che non gradiva «il modo in cui gli uomini guardavano l'opera a bocca spalancata tutto il giorno» - avrebbe poi giustificato il suo gesto in questo modo:
La Slasher Mary (come venne sovente riportata dai giornali) sarebbe quindi stata motivata a sfregiare il dipinto a causa dell'arresto di Emmeline Pankhurst, avvenuto la sera prima alla St. Andrew Hall di Glasgow; la Pankhurst era la fondatrice della Women's Social and Political Union, movimento che rivendicava i diritti delle donne e si batteva per il suffragio femminile.

### Il vandalismo ambientale del 2023
Il 6 novembre 2023 due attivisti ambientalisti del gruppo ambientalista Just Stop Oil hanno infranto il vetro protettivo della Venere Rokeby usando dei martelli rompivetro, come forma di protesta contro le licenze per la ricerca e lo sfruttamento di giacimenti di combustibili fossili, il cui uso è ritenuto la principale causa del cambiamento climatico nel Regno Unito. I due attivisti sono stati arrestati e il dipinto rimosso e sottoposto a verifiche per controllare se l’opera sia risultata danneggiata.

## Descrizione e stile

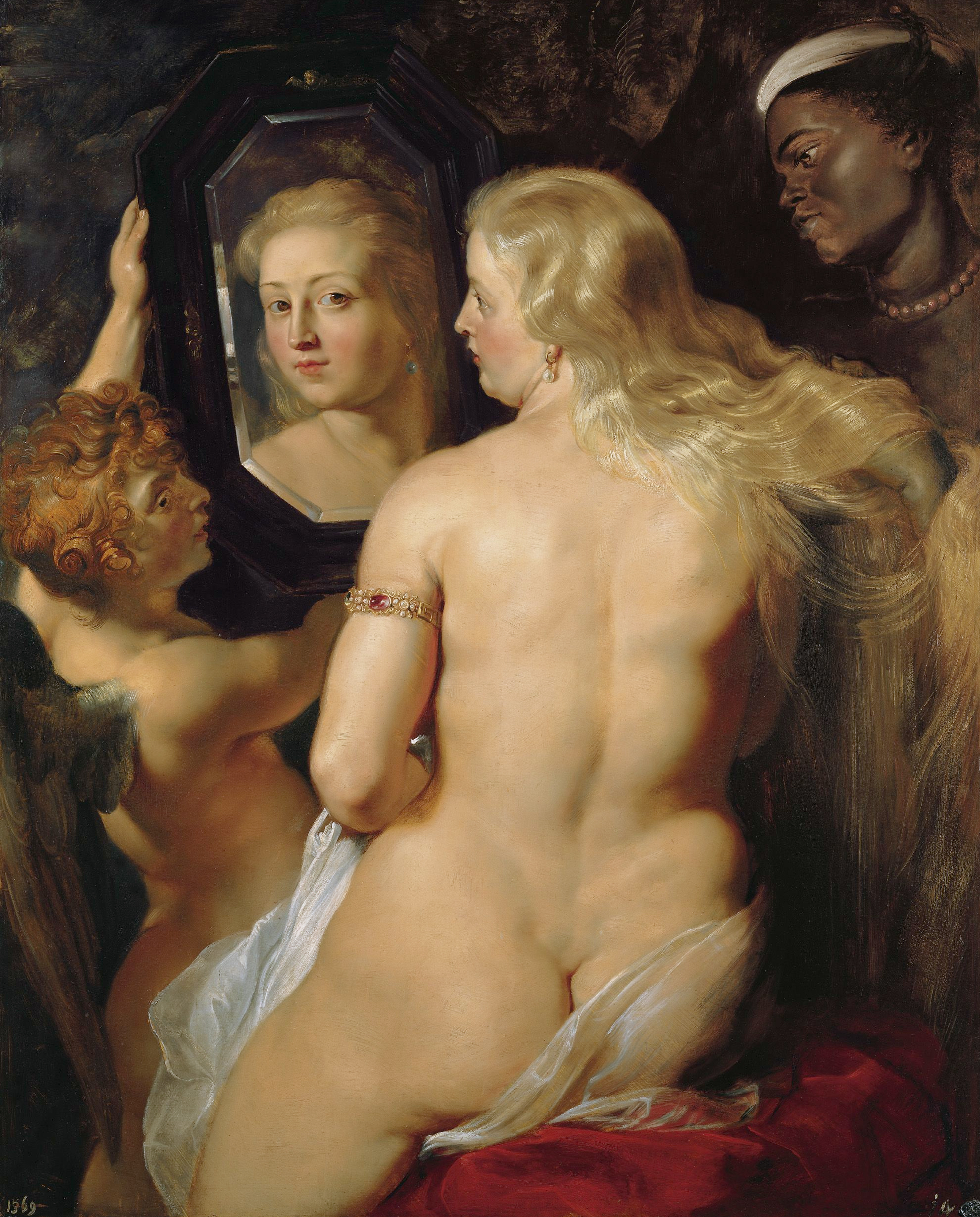
Rubens, Venere al bagno (1613-1614)

La Venere Rokeby raffigura la dea della bellezza, dell'amore, della fecondità e della natura primaverile adagiata languidamente su un letto tra lenzuola di raso, con la schiena rivolta verso l'osservatore e le ginocchia piegate. Quello della Venere vista di tergo è un motivo assai ricorrente nella produzione letteraria e pittorica dell'antichità; ciò malgrado, la dea è effigiata senza quegli accessori mitologici generalmente inclusi nelle raffigurazioni della scena; gioielli, rose, mirtilli sono elementi qui assenti (la Venere di Velázquez, tra l'altro, è castana, e non bionda come voleva la tradizione). Possiamo riconoscere Venere nella figura femminile, inoltre, grazie alla presenza del suo figlio, Cupido.
Venere sta fissando uno specchio retto da Cupido, collocato di fronte a lei, che inconsuetamente è ritratto senza la faretra; in questo modo, la dea rivolge il proprio sguardo all'osservatore del dipinto mediante la sua immagine riflessa nello specchio. Ciononostante, il volto rispecchiato della Venere è appannato e rivela solo parzialmente le sue caratteristiche facciali. La critica d'arte Natasha Wallace ha ipotizzato che il volto indistinto della Venere costituisce la chiave d'interpretazione dell'opera, che in questo modo «non si tratta né di un nudo femminile specifico, né di un ritratto di Venere, bensì di un'immagine dell'egocentrismo della bellezza». La posizione dello specchio, comunque, non è coerente con lo scorcio e in realtà per vedere il volto della dea in quella posizione essa si dovrebbe trovare al posto dell'osservatore: si tratta di una licenza artistica.
Sullo specchio troviamo dei fiocchi serici di colore rosa che si intrecciano. La funzione figurativa di questo elemento è stata soggetto di molti dibattiti; la speculazione suggerisce che si tratta di un'allusione al velo usato da Cupido per bendare gli amati, che era usato poco prima per sorreggere lo specchio, e eventualmente per avvolgere il volto di Venere. In tal senso, Julián Gallego rimase molto colpito dalla malinconia tenera e struggente del volto di Cupido, tanto da interpretare i fiocchi come bende che gli impediscono la visione della Bellezza e da conferire al dipinto il titolo di «Amore Conquistato dalla Bellezza».
Le pieghe del lenzuolo su cui è adagiata la dea riproducono - e, in un certo senso, enfatizzano - le ampie curve del suo corpo. La composizione fa un ricorso massiccio a toni rossi, bianchi e grigi, utilizzati pure per la morbida carnagione di Venere; malgrado questo schema cromatico è stato altamente lodato, degli studi compiuti recentemente hanno fatto emergere che il lenzuolo in origine non era grigio, bensì di un intenso color viola poi scoloritosi. I colori luminescenti utilizzati per l'incarnato della dea, applicati con una «pennellata liscia, pastosa, amalgamata», contrastano con le tonalità grigio-nere del telo su cui è stesa, e con il marrone della parete. La Venere Rokeby è l'unico esempio superstite di un nudo femminile di Velázquez, che ne avrebbe realizzati altri tre, come attestato dagli inventari spagnoli del Seicento.

### Influenze

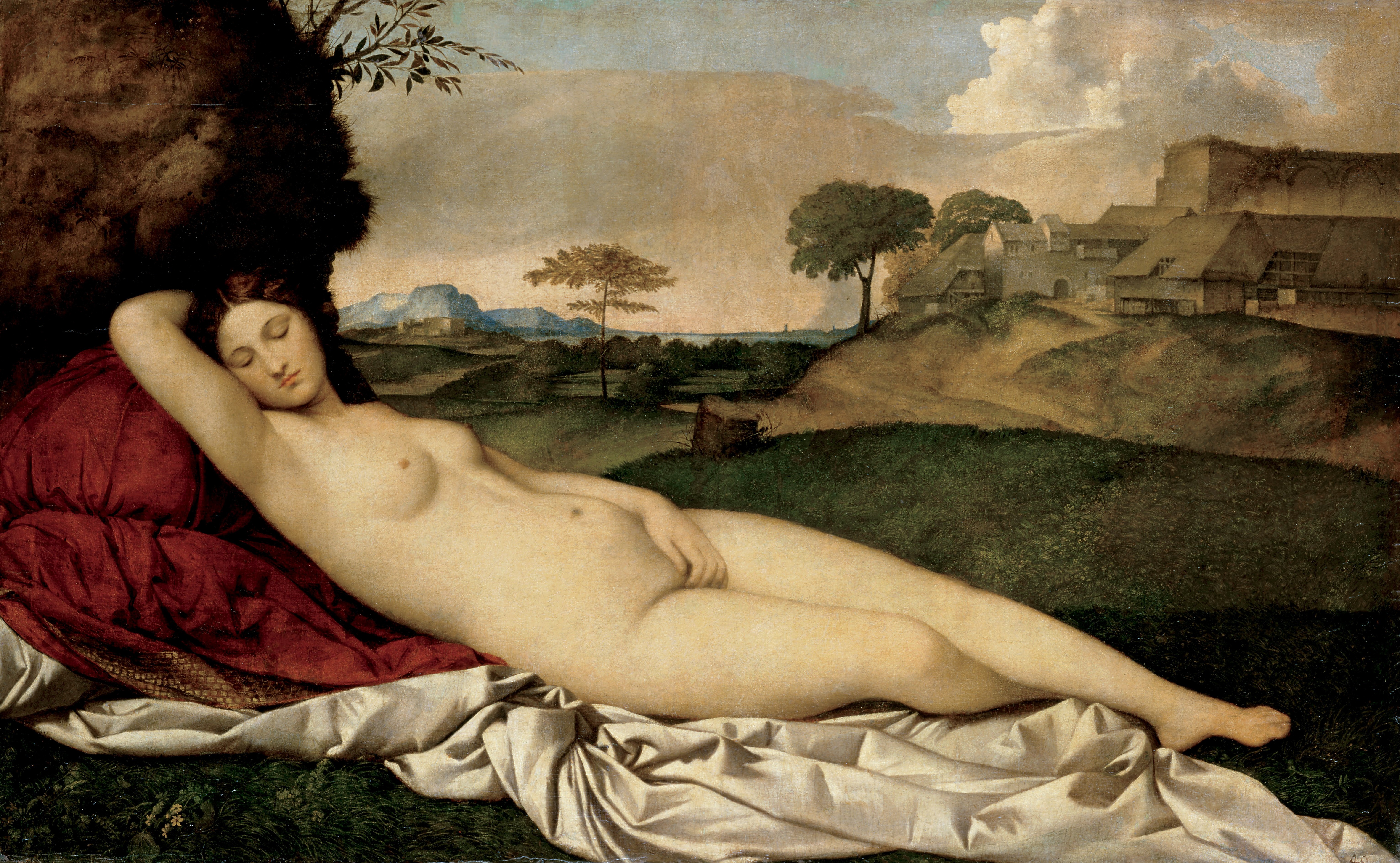
Giorgione, Venere dormiente (1508-10)

I dipinti di nudi e di Venere furono una potente fonte d'ispirazione per Velázquez (Tintoretto, Tiziano e Rubens), che però - per usare le parole dello storico d'arte Andreas Prater - ha adottato «una concezione visuale assai indipendente che, pur avendo molti precursori, non ha un modello diretto». In ogni caso, Velázquez fu assai sensibile all'influenza di Tiziano, autore di diversi dipinti raffiguranti Venere (fra tutti, celebre la Venere di Urbino), alle pose languide delle donne di Jacopo Palma il Vecchio, e infine alla Venere dormiente di Giorgione. Per quanto riguarda lo specchio, la fantasia creatrice di Velázquez è stata probabilmente ispirata dal rinascimento italiano, animato da artisti - quali l'anzidetto Tiziano, Girolamo Savoldo e Lorenzo Lotto - che rendevano lo specchio un protagonista attivo delle proprie opere, elevandolo dallo status di accessorio utile solo a riempire lo spazio pittorico. Sia Tiziano che Rubens avevano comunque già realizzato dipinti raffiguranti Venere che si guarda in uno specchio, ed entrambi avevano molti rapporti con la corte spagnola; le loro tele non devono essere passate inosservate a Velázquez, meritevole però di aver dato vita a una «fanciulla con un punto vita stretto e un'anca sporgente» assai diversa dalle rotonde donne italiane.
Un'altra innovazione apportata dalla Venere Rokeby, quando comparata ad altri nudi di grandi dimensioni, è la posa della Venere, che non rivolge lo sguardo all'osservatore. Questa soluzione compositiva era già stata adottata nelle stampe di Giulio Campagnola, Agostino Veneziano, Hans Sebald Beham, e Theodor de Bry, e in sculture come l'Ermafrodito dormiente e l'Arianna addormentata.